# Matthias Hubrich
Matthias Henry Hubrich (* 26. Mai 1966 in Dunedin) ist ein ehemaliger neuseeländischer Skirennläufer.

## Karriere
Hubrich feierte sein internationales Renndebüt bei den Olympischen Winterspielen 1984 in Sarajevo, wobei er im Slalom den 17. Platz belegte. Die sollte zugleich sein bestes Ergebnis bei einem internationalen Großereignis bleiben.
1987 nahm Hubrich zum ersten und einzigen Mal an Alpinen Skiweltmeisterschaften teil. Bei den Wettkämpfen inCrans-Montana erreichte er als beste Platzierung Rang 27 im Slalom.
Seine letzten internationalen Rennen bestritt Hubrich bei den Olympischen Winterspielen 1988 in Calgary, danach ist er nicht mehr als Rennläufer in Erscheinung getreten.

## Privates
Sein Bruder Markus Hubrich war ebenfalls als Skirennläufer aktiv.

## Erfolge

### Olympische Winterspiele
- Sarajevo 1984: 17. Slalom
- Calgary 1988: 22. Slalom, 24. Super-G, DNF Riesenslalom

### Weltmeisterschaften
- Crans-Montana 1987: 27. Slalom 37. Super-G[2], 41. Riesenslalom[3]